# Georg Resch
Georg Resch (* 10. April 1892 in Schwanberg, Steiermark; † 7. November 1952 ebenda) war ein österreichischer Politiker (ÖVP).

## Leben
Georg Resch erlernte nach dem Besuch der Volksschule den Beruf des Landwirts.
1930 zog er als christlichsozialer Landtagsabgeordneter in den Landtag Steiermark ein, dem er bis 1934 angehören sollte. Als Gegner des Nationalsozialismus war Resch vom 12. März bis 15. April 1938 im Bezirksgericht Deutschlandsberg inhaftiert. Nach dem Zweiten Weltkrieg saß er erneut von 1945 bis 1949, dieses Mal, als Abgeordneter der ÖVP im Landtag.
Im November 1949 folgte Reschs Vereidigung als Mitglied des Bundesrats. Georg Resch verstarb im November 1952 im Amt.